# Carta (topologia)
 Carta  s'inclou en terminologia matemàtica en el sentit cartogràfic, l'objectiu és el d'unir una sèrie de  cartes  o "mapes" perquè ens permetin definir completament un atles o "col·lecció de mapes" de la totalitat d'un espai topològic que volem estudiar.
Per a una ampliació contextual de la definició vegeu varietats diferenciables.

## Definició de cartes
Donat un espai topològic {\displaystyle M_{}^{}}, anomenarem carta de dimensió {\displaystyle m_{}^{}} dins {\displaystyle M_{}^{}} a un parell {\displaystyle (O,\Phi _{}^{})} tal que l'aplicació {\displaystyle \Phi :U={\stackrel {\circ }{O}}\subset M\rightarrow \mathbb {R} ^{m}} compleixi que {\displaystyle \Phi _{}^{}(U)} sigui un obert i {\displaystyle \Phi _{}^{}} sigui un homeomorfisme (bijectiva, contínua i inversa contínua).
 Notes 
- Direm que {\displaystyle O_{}^{}} és un obert coordenat.
- Si {\displaystyle p\in U}, direm que {\displaystyle O_{}^{}} és un entorn coordenat de {\displaystyle p_{}^{}}.

- Si {\displaystyle \Phi (p)=0_{}^{}}, direm que la carta està centrada en {\displaystyle p_{}^{}}.

## Exemples trivials
1) Si {\displaystyle M=\mathbb {R} ^{n}} podem veure que {\displaystyle (\mathbb {R} ^{n},\;id:\mathbb {R} ^{n}\rightarrow \mathbb {R} ^{n})} és carta {\displaystyle \forall n\in \mathbb {N} :n>0}.
2) Si {\displaystyle M=\mathbb {R} } podem veure que {\displaystyle ((a,b),\;i:(a,b)\hookrightarrow \mathbb {R} )} és carta {\displaystyle \forall a,b\in \mathbb {R} :a<b}.
3) Si {\displaystyle M=\mathbb {R} } podem veure que {\displaystyle (\mathbb {R} ,\;x\mapsto x^{3})} és carta, també ho és {\displaystyle x^{2n+1}\forall n>1}.
 Demostració: 
{\displaystyle \mathbb {R} } és espai topològic, {\displaystyle \forall x\in \mathbb {R} ,\;\exists !x^{3},\exists !{\sqrt[{3}]{x}}}, després és bijectiva i com és contínua tenim un homeomorfisme.
4) Si {\displaystyle M=S^{1}\subset \mathbb {R} \cong \mathbb {C} } podem veure que {\displaystyle (S^{1}\ \{i\},\;\Phi )} és carta per:
{\displaystyle {\begin{matrix}\Phi :&{S^{1}\ \{i\}}&\longrightarrow {}&{(-{\frac {3\pi }{2}},{\frac {\pi }{2}})}\\&z&\longmapsto &{\theta :=\det -\arg _{(-{\frac {3\pi }{2}},{\frac {\pi }{2}})}(z)}\end{matrix}}}.
5) Si {\displaystyle M=S^{1}\subset \mathbb {R} \cong \mathbb {C} } podem veure que {\displaystyle (S^{1}\ \{i\},\;\psi )} és carta per:
La projecció estereogràfica {\displaystyle {\begin{matrix}\psi :&{S^{1}\ \{i\}}&\longrightarrow {}&\mathbb {R} \\&z&\longmapsto &{x:={\frac {cos(arg(z))}{1-sin(arg(z))}}}\end{matrix}}}.
6) Si {\displaystyle M=S^{n}\subset \mathbb {R} ^{n+1}} podem veure que {\displaystyle (S^{n}\ \{(0,\;\dots ,\;0,\;1)\},\;\Phi )} és carta per:
{\displaystyle {\begin{matrix}\Phi :&{S^{n}\ \{(0,\;\dots ,\;0,\;1)\}}&\longrightarrow {}&\mathbb {R} ^{n}\\&(x_{1},\;\dots ,\;x_{n+1})&\longmapsto &{\frac {(x_{1},\;\dots ,\;x_{n})}{1-x_{n+1}}}\end{matrix}}}.